# J.V. Svenson

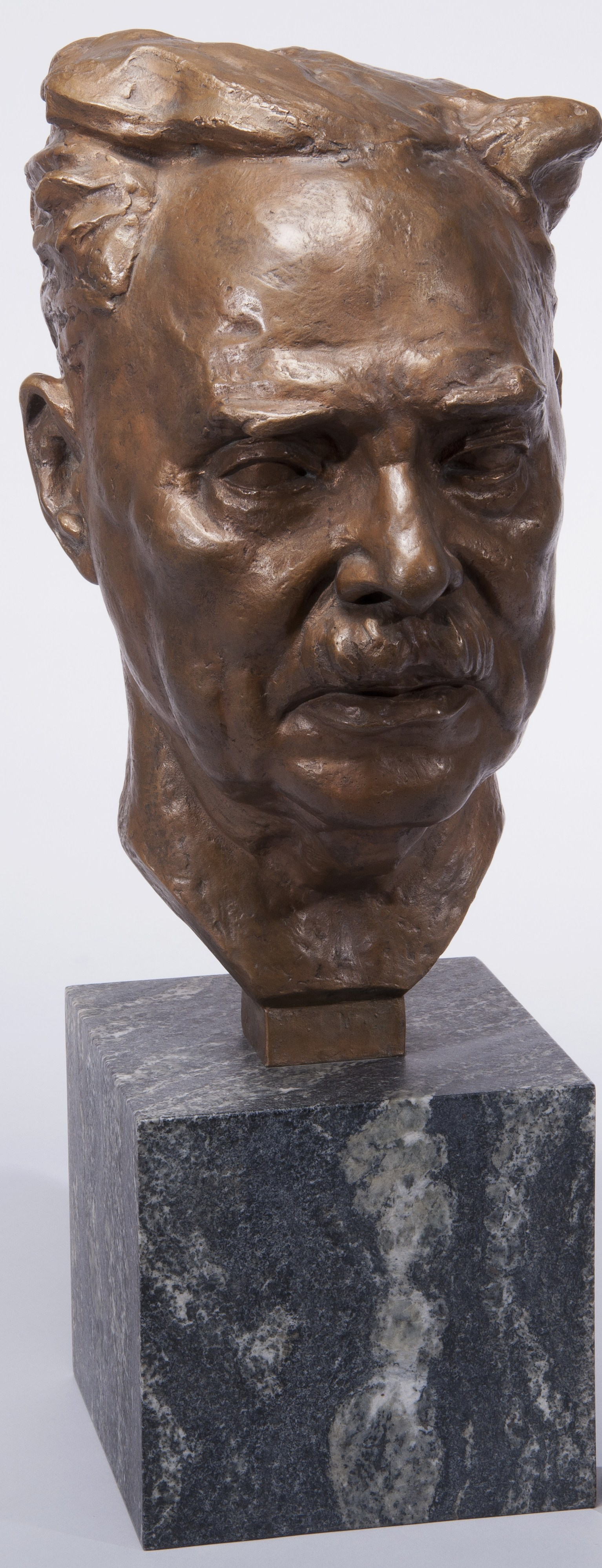
Johan Victor Svenson. Byst av Erik Rafael-Rådberg. Foto Peter Häll, Tekniska museet.

Johan Victor Svenson, född 14 februari 1863 i Klara församling i Stockholm, död 31 oktober 1938 i Nacka, var en svensk uppfinnare och industriman.

## Biografi
Johan Victor Svenson var en grundare av AB Primus och startade 1898 en automobilfabrik i Augustendal i Nacka, men övergick 1907 till att tillverka oljemotorer och motorplogar med namnet Avance.
Johan Victor Svenson utbildades som lärling vid mekanisk verkstad inom handelsfart 1879. Han gjorde tjänst i flottan 1880–1887 och deltog då i världsomseglingen med Vanadis 1883-85. Återkommen till Stockholm 1887 förvärvade han en mekanisk verkstad där han tillsammans med Frans W. Lindqvist 1892 började tillverka fotogenkök under namnet J.V. Svensons Fotogenköksfabrik. J.V. Svenson patenterade förbättringar av brännaren, svenskt patent nummer 5102 1894, respektive nummer 5879 1895. Företaget ombildades 1895 till AB Primus, där han var verkställande direktör 1895-1904.
Han köpte 1898 de två fastigheterna Augustendal och Johannedal i Nacka och uppförde där J.V. Svensons Automobilfabrik. Sedan affärerna med biltillverkning inte utvecklade sig som han hoppats, inriktade han sig på motortillverkning och fabriken bytte namn till J.V. Svensons Motorfabrik 1907, aktiebolag från 1917. Försäljningen av motorer var framgångsrik såväl i Sverige som exporten till bland annat Ryssland. Motorerna användes bland annat till motorplogen Avance, till vilken J.V. Svenson utvecklade en steglös växelmekanism. Det är dock okänt om den kom till praktisk användning.
Svenson blev medlem av Svea Orden 1899 och är än idag ihågkommen i orden för sin donation av Sveaholmen 1910. Svenson är begravd på Nacka norra kyrkogård.

## Utmärkelser[8]
- Dannebrogorden, 1912
- Vasaorden, 1914

## Familj
Svenson var gift med Hilma Kristina Nilsson (1864–1917) från S:t Anna i Östergötland. De hade tillsammans dottern Hilma Viktoria Elisabeth (f. 1890).